# Arshile Gorky

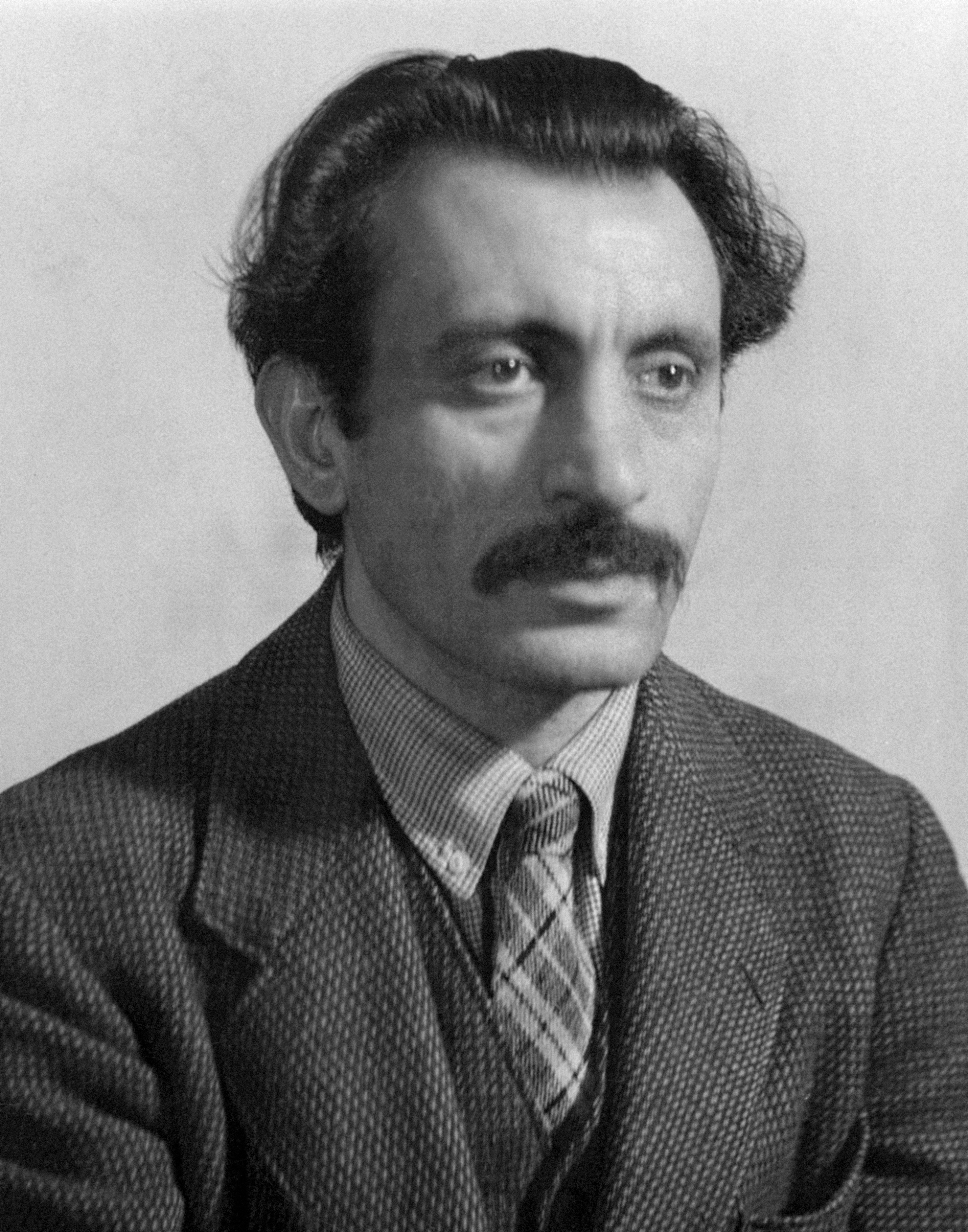
Arshile Gorky (1936)

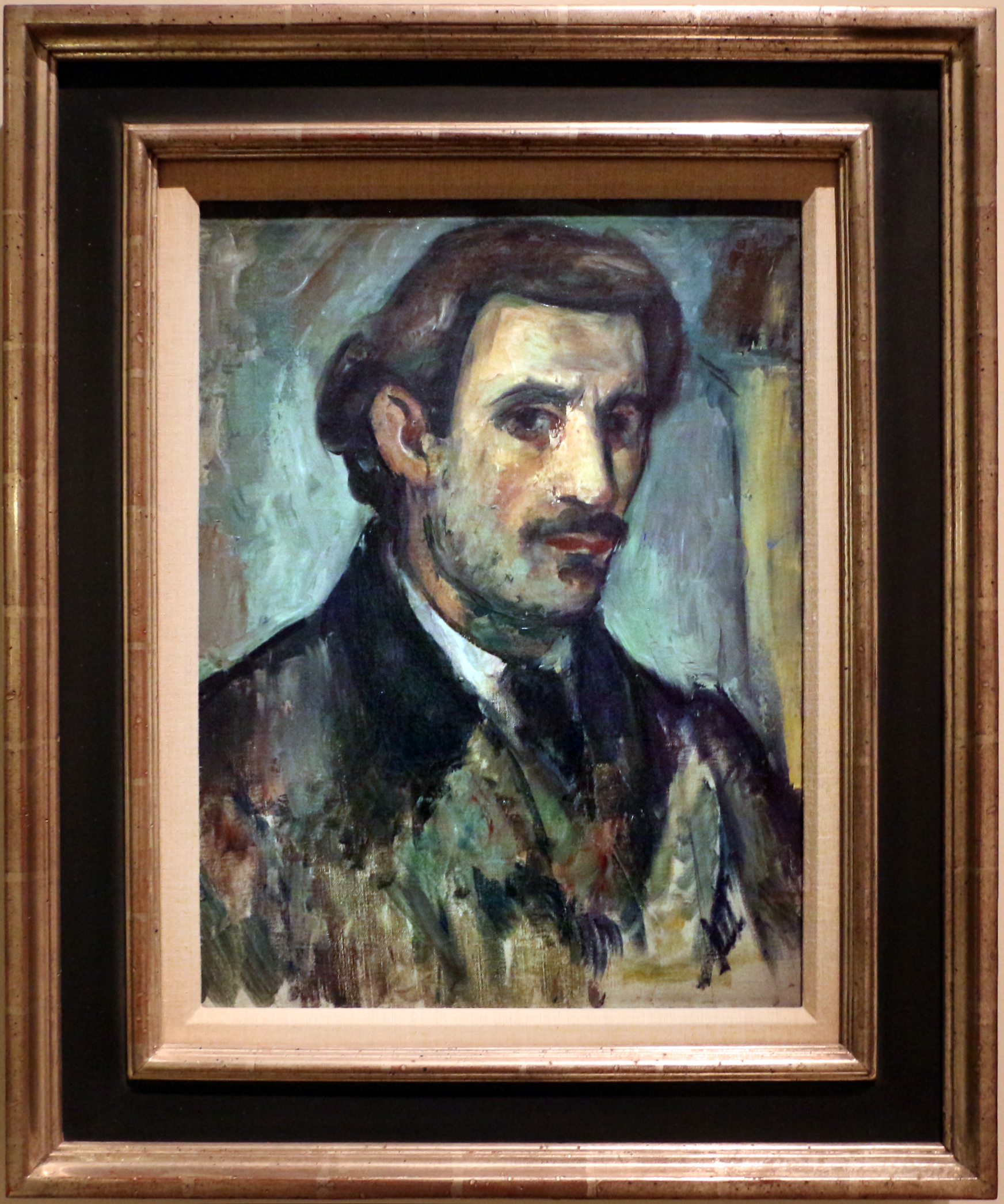
Selbstbildnis (1927/28)

Vosdanig Manoug Adoian (armenisch Ոստանիկ Մանուկ Ատոյեան, * 15. April 1904 in Khorkom, Vari Hayoz Dzor, Vilâyet Van, Osmanisches Reich; † 21. Juli 1948 in Sherman, Connecticut, Vereinigte Staaten), besser bekannt unter dem Pseudonym Arshile Gorky, war ein armenischstämmiger Zeichner und Maler, der 1939 die amerikanische Staatsangehörigkeit annahm. Er war, obwohl er selbst sich der Gruppe der Surrealisten nicht zugehörig fühlte, der letzte in diese Gruppe aufgenommene Künstler. Sein Werk war wegbereitend für den Abstrakten Expressionismus. Es inspirierte die Künstler der New Yorker Schule.
Unter seinem aus der kaukasischen Form des armenischen Vornamens Arschak (von armenisch: kleiner Bär) und dem russischen Nachnamen Gorky (bitter) zusammengesetzten Pseudonym schuf der heimatvertriebene Künstler sich ab 1924 eine neue Identität. Er schilderte sein früheres Leben auf unterschiedliche, nicht immer wahrheitsgetreue Weise. Er nannte beispielsweise Tiflis als Geburtsort, behauptete, in Paris studiert zu haben und gab sich als Mitglied der Pariser Künstlergruppe Abstraction-Création (1931–1937) aus, sowie als Angehörigen von Maxim Gorki, ohne dabei zu berücksichtigen, dass dieser ebenfalls ein Pseudonym angenommen hatte. Des Weiteren legte Gorkys Neffe Karlen Mooradian Ende der 1960er und Anfang der 1970er Jahre englische Übersetzungen von Briefen vor, die Gorky in armenischer Sprache an seine Schwestern geschrieben haben soll und deren Authentizität heute in Frage gestellt wird. Da sowohl Gorkys Aussagen, als auch die vermutlich gefälschten Briefe in viele Biografien einflossen, ist vor allem der Schilderung von Gorkys erstem Lebensabschnitt mit entsprechender Skepsis zu begegnen.

## Leben
Der spätere Künstler wurde in einfachen Verhältnissen in dem Dorf Khorkom am Vansee (heute Dilkaya im türkischen Landkreis Edremit) als Sohn des armenischen Bauern Sedrak Adoyan und seiner Ehefrau Shushan, Tochter des armenisch-apostolischen Priesters Sarkis Der Marodorosian geboren. Das Kind wurde nach dem Geburtsort seiner Mutter, deren Vorfahren seit Jahrhunderten in der kleinen Klosteranlage Charahan Surp Nischan in Vostan ansässig gewesen waren, auf den Namen Vostanik getauft, etwa ab seinem vierten Lebensjahr im Familienkreis aber nach seinem Großvater aus der väterlichen Linie Manuk (englisch Manoog) genannt.

### Kindheit

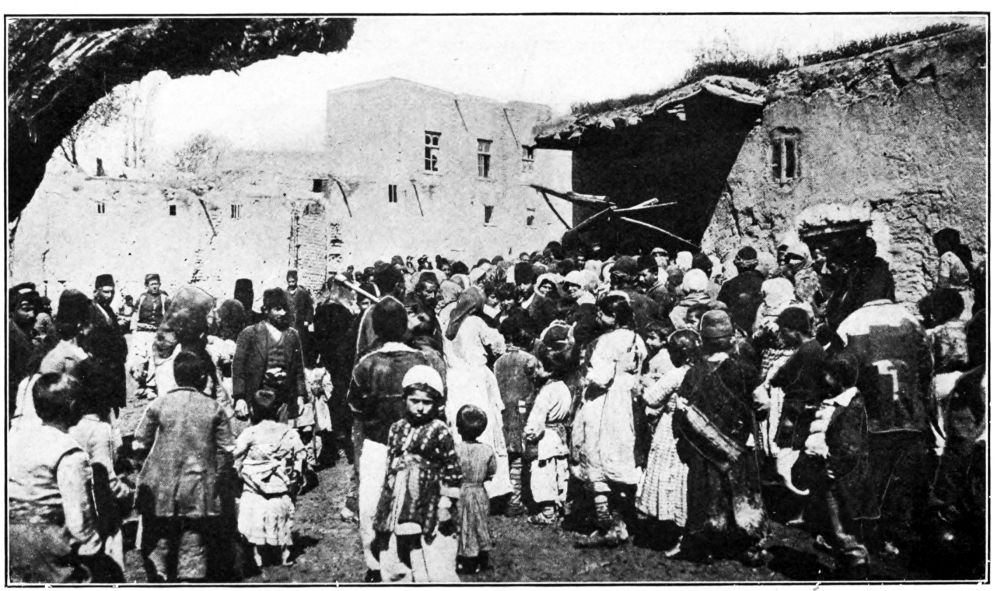
Armenische Flüchtlinge in Van, 1915

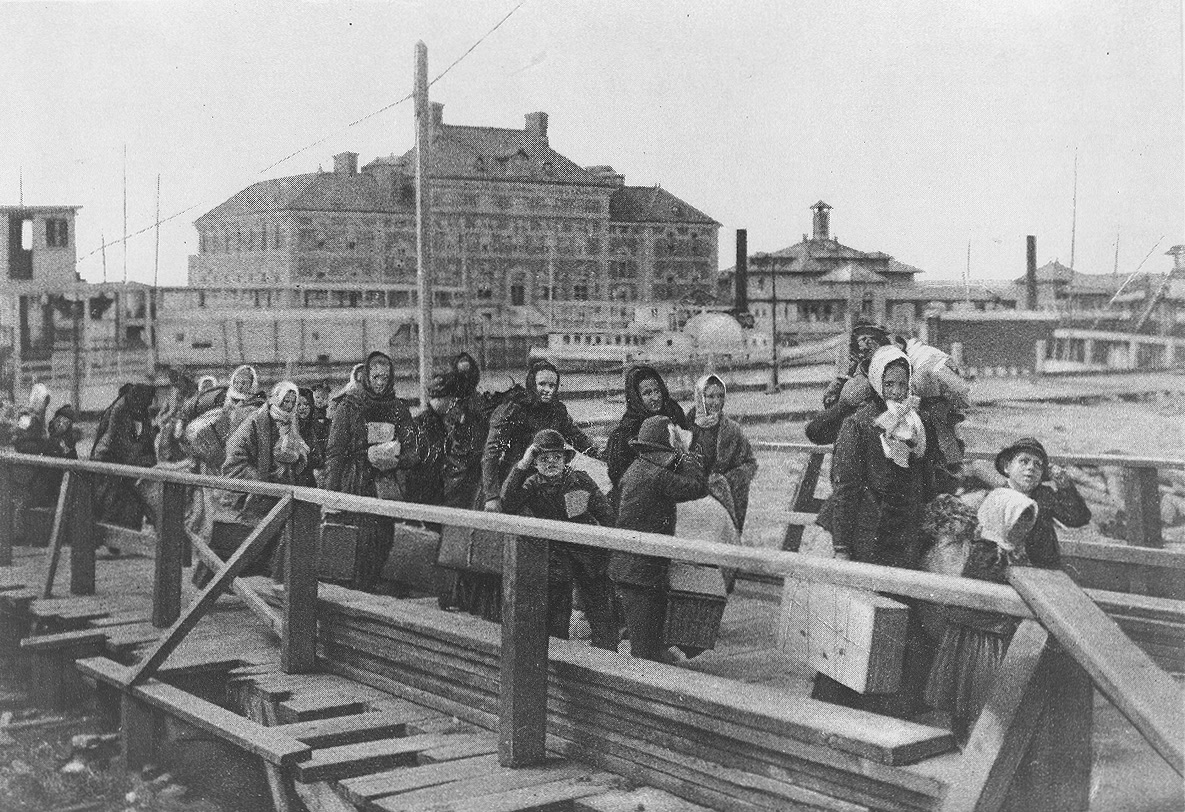
Einwanderer in Ellis Island

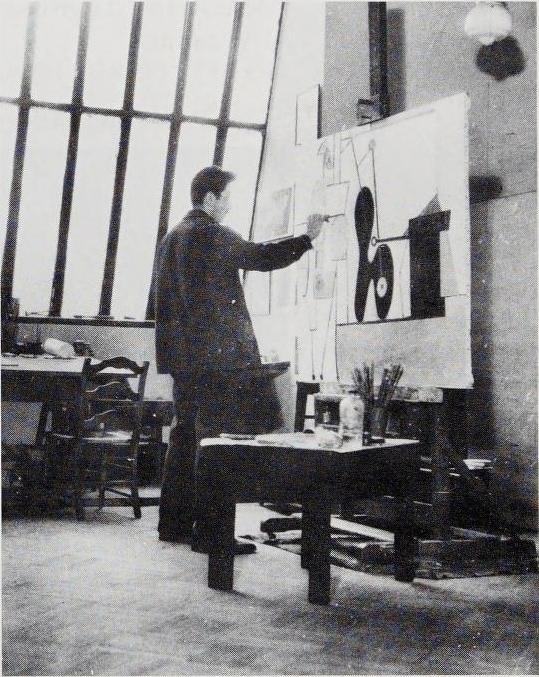
Arshile Gorky travaillant sur Organization, ca. 1935.

In den Zeiten der Verfolgung und des Völkermordes an den Armeniern hatten Vosdanigs Eltern nach dem Verlust des jeweils ersten Ehepartners eine Vernunftehe geschlossen, Shushans Vater war 1898 ermordet worden, ihr sechzehnjähriger Bruder Nishan im Jahr 1903. In dieser gefährlichen Lage ließ Sedrak Adoyan seine Frau mit vier Kindern unter der Obhut seines Bruders in Khorkom zurück, als er – um sich der Einberufung in die türkische Armee zu entziehen – in den Jahren von etwa 1906 bis 1910 in die Vereinigten Staaten auswanderte. Vosdanig wuchs also im Kreis seiner Schwestern auf: der ältesten Halbschwester Akabi, aus Shushans erster Ehe, Satenik und Yartoosh. Der Knabe zeigte früh künstlerische Begabung und begann im Jahr 1908, sich mit Holzschnitzarbeiten zu beschäftigen. Vorbilder dafür fand er möglicherweise in den 40 kunstvoll bemeisselten Grabmälern seiner Ahnen in der Klosterkirche Charahan Surp Nischan. Im selben Jahr trat er in die armenisch-apostolische Dorfschule ein, wo er unter anderem Zeichenunterricht erhielt. Mit der Mutter und zwei seiner Schwestern zog er im Jahr 1910 nach Aikesdan, einem Vorort von Van. Die Stadt wurde im Ersten Weltkrieg dem Erdboden gleichgemacht, während in Khorkom Vosdanigs Verwandte dem Genozid (1915) zum Opfer fielen. Dies veranlasste Vosdanigs Mutter, mit ihren Kindern einen rund 200 Kilometer langen Gewaltmarsch anzutreten und in Jerewan Zuflucht zu suchen. Nachdem seine beiden ältesten Schwestern ebenfalls in die Vereinigten Staaten ausgewandert waren (1916) und die durch Flucht und Entbehrungen gezeichnete Mutter an Auszehrung gestorben war (1919), gelang es dem jungen Halbwaisen, sich mit seiner jüngeren Schwester Yartoosh, die er später oft in seinen Werken darstellte, bis nach Ellis Island durchzuschlagen. Als das Geschwisterpaar im April 1920 in New York eintraf, vollendete der Immigrant (wenn das Geburtsjahr 1904 zugrunde gelegt wird), gerade sein 16. Lebensjahr.

### 1920er und 1930er Jahre
Das Geschwisterpaar fand bei der Halbschwester Akabi in Watertown, Massachusetts Aufnahme. Vosdanig reiste bald nach Providence weiter, um vorübergehend bei seinem Vater zu wohnen, an den er sich kaum zu erinnern vermochte. Er konnte keine engere Beziehung mehr zu ihm aufbauen und erhielt auch von seinem späteren Tod (1947) keine Kenntnis. Bis zum Frühjahr 1921 besuchte er die Providence’s Technical High School, dann die New School of Design in Boston (1922–1924) später die National Academy of Design und die Grand Central School of Art, beide in New York. Nach seinem Abschluss lehrte er vermutlich an der letztgenannten Schule. In New York nahm er das Pseudonym Arshile Gorky an (1924), mietete ein Atelier in Manhattan (36 Union Square) und debütierte im Museum of Modern Art in der Gruppenausstellung Exhibition of work of 46 painters and sculptors under 25 years (1930).
Er fand in New York Kontakt zu anderen jungen Künstlern. Im Jahr 1927 lernte er die Malerin Ethel Schwabacher (1903–1984), seine spätere Förderin und Biografin kennen, mit der ihn eine lebenslange Freundschaft verbinden sollte. Er befreundete sich unter anderem mit den beiden Kubisten Iwan Dabrowsky alias John D. Graham (1886–1961) und Stuart Davis (1894–1964), sowie mit dem 1926 aus Österreich eingewanderten Bühnenbildner und Raumgestalter Friedrich Kiesler (1890–1965). Nach 1933 unterstützte er den Niederländer Willem de Kooning (1904–1997), mit dem er gemeinsam ein Atelier anmietete und der zeit seines Lebens einer seiner engsten Freunde blieb.

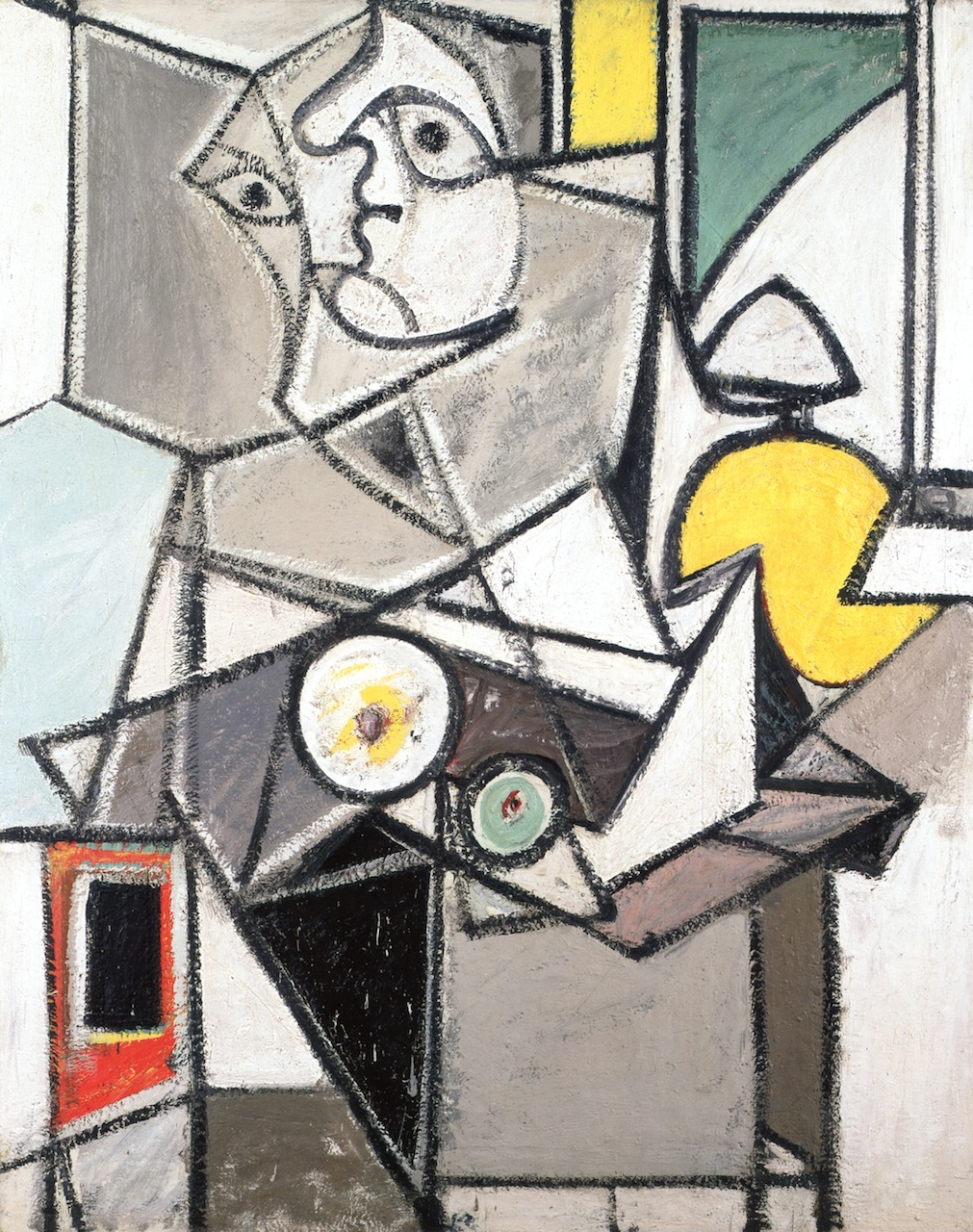
Komposition mit Kopf (1936/37)

Gorkys erste Einzelausstellung, der weitere folgten (siehe unten), fand in den Mellon Galleries in Philadelphia statt (1934). 1935 erhielt er Unterstützung durch die kurz zuvor zur Linderung der durch die Great Depression verursachten Not gegründete Works Progress Administration (später Works Projects Administration, kurz WPA). Die Behörde, die Arbeitsbeschaffungsmassnahmen für arbeitslose Arbeiter und Handwerker, aber auch Intellektuelle und Künstler durchführte, beauftragte Gorky im Rahmen des Federal Art Project (FAP) mit der Ausführung einer großflächigen Wanddekoration für den 1928 eröffneten Newark Airport in Newark, New Jersey. Die Arbeit wurde im Jahr 1936 im Rahmen einer WPA-Ausstellung im Museum of Modern Art in New York gezeigt und kam nie an den vorgesehenen Platz, da der Flughafen ab Beginn des Zweiten Weltkrieges der US Army als Stützpunkt diente.
Offizielle künstlerische Anerkennung wurde Gorky im Jahr 1937 zuteil, als das Whitney Museum im Anschluss an eine dort organisierte Ausstellung sein Werk Painting (1936/37) ankaufte, sowie durch die Teilnahme an der Weltausstellung in New York (1939) anlässlich welcher er seine Wanddekorationen im Aviation Pavilion zeigen konnte. 1941 widmete das Museum of Art in San Francisco ihm eine Retrospektive.

### 1940er Jahre
Die Begegnung im Jahr 1942 mit dem Surrealisten Roberto Matta (1911–2002) und jene zwei Jahre später mit dem infolge der Besetzung Frankreichs durch deutsche Truppen nach New York übergesiedelten André Breton (1896–1966) beeinflusste seinen Werdegang nachhaltig. In New York vertrat der Galerist und Kunsthändler Julien Levy (1906–1981) die Interessen der Surrealisten, seitdem er gegen Ende der 20er Jahre in den Kreisen der Pariser Avantgarde verkehrt hatte. Julien Levy nahm später die Entdeckung Gorkys für sich in Anspruch. Eine Einzelausstellung widmete er ihm in seiner renommierten Galerie allerdings erst im Jahr 1945.

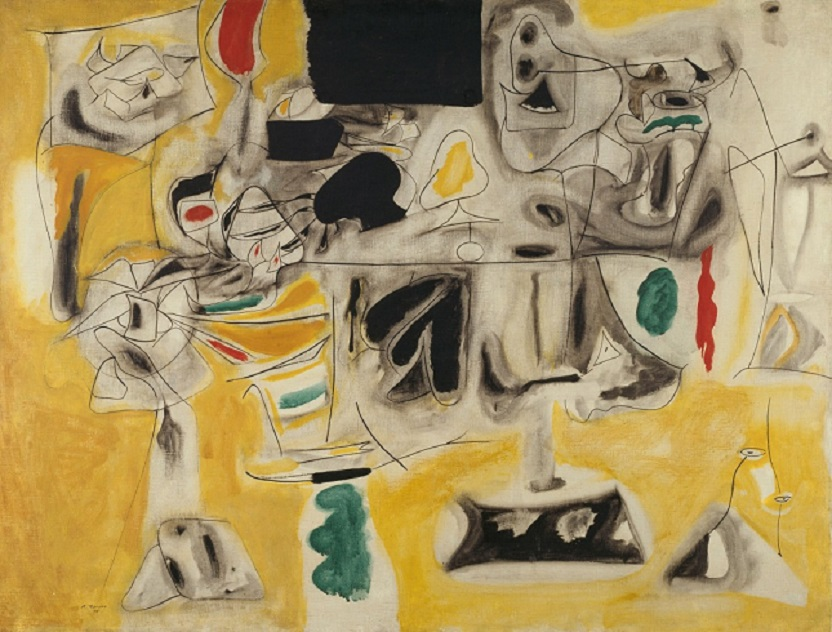
Paesaggio (1945)

Damals begann der Künstler, in Sherman, Connecticut, mit Hilfe des befreundeten, dort ansässigen Architekten Henry Hebblen eine Scheune zum Atelier umzubauen, in der 1946 zahlreiche seiner Gemälde und Zeichnungen sowie ein großer Teil seiner Bücher einer Feuersbrunst zum Opfer fielen. Schließlich verlegte er seinen Hauptwohnsitz nach Sherman (1947) und unterhielt in New York nur noch sein Atelier.
Nach der Diagnose einer Darmkrebserkrankung und der darauffolgenden Operation litt Gorky unter einer tiefen Depression. 1948 zog er sich in einem gemeinsam mit Julien Levy erlittenen Autounfall einen Nackenbruch zu. Folgeerscheinungen waren die Lähmung des rechten Armes, unerträgliche Kopfschmerzen und Schlafstörungen. Unter dem Einfluss von Alkohol stieß Gorky in einem Tobsuchtsanfall seine Frau Agnes, geborene Magruder, die er 1941 geheiratet hatte, eine Treppe hinunter, worauf sie ihn mit den beiden gemeinsamen kleinen Töchtern verließ.
Arshile Gorky erhängte sich im Juli 1948 im Alter von 44 Jahren in seinem Atelier in Sherman. Er ruht dort auf dem North Cemetery.
Seine älteste Tochter, die Malerin Maro Gorky, heiratete Matthew Spender (Sohn des britischen Schriftstellers Stephen Spender), der eine Schrift über Gorkys ersten Lebensabschnitt in Khorkom verfasste. Sie haben zwei Töchter, darunter die Filmemacherin Cosima Spender.

## Ausstellungen
- 1930: Teilnahme an der Gruppenausstellung Exhibition of work of 46 painters and sculptors under 35 years of age, New York, Museum of Modern Art [MOMA]
- 1934: Ausstellung in Philadelphia, Mellon Galleries (erste Einzelausstellung)
- 1936: Teilnahme an der Gruppenausstellung New horizons in american art der Works Progress Administration (WPA) in New York, Museum of Modern Art; Gorky zeigt die zehn Werke der für den Newark Airport geschaffenen Wanddekoration.
- 1937: Teilnahme an der Gruppenausstellung Annual exhibition of contemporary american painting im Whitney Museum of American Art, Manhattan, New York City; gezeigt und von dem Museum aufgekauft wird die Arbeit Painting (1936/37)
- 1938: Einzelausstellung in New York, Boyer Galleries
- 1939: Teilnahme an der Weltausstellung in New York, Vervollständigung der Wanddekorationen für den aviation pavilion.
- 1941: Retrospektive, San Francisco, Museum of Art
- 1945 bis 1948: jährlich eine Einzelausstellung, New York City, Julien Levy Gallery.

Postum:
- 1951: Gedächtnisausstellung: Whitney Museum of American Art, New York City; danach Walker Art Center, Minneapolis, Minnesota, USA und San Francisco Museum of Modern Art, San Francisco, Kalifornien.
- 1962: Retrospektive: Museum of Modern Art (MOMA), New York City.
- 1959: Kassel, documenta II
- 1964: Kassel, documenta III
- 1985: Paris, Centre culturel Calouste Gulbenkian, Zeichnungen aus dem Fundus der US-amerikanischen armenisch-apostolischen Diözese (Stiftung Karlen Mooradian)
- 2003/04: Arshile Gorky: A retrospective of drawings, New York, Whitney Museum of American Art
- 2007: Arshile Gorky – Hommage, Paris, Centre Georges Pompidou (4. April bis 4. Juni), im Rahmen der Veranstaltungsreihe Arménie mon amie anlässlich der von der französischen und der armenischen Regierung organisierten Freundschaftsbekundung Anné de l’Arménie en France (Jahr Armeniens in Frankreich). Gezeigt wurden etwa 20 Werke Gorkys aus den 40er Jahren.
- 2007: Arshile Gorky – Hommage, Paris, Centre culturel Calouste Gulbenkian, im Rahmen der vorstehend genannten Veranstaltungsreihe. Zeichnungen aus allen Schaffensperioden des Künstlers, aus dem Fundus der US-amerikanischen armenisch-apostolischen Diözese (Stiftung Karlen Mooradian)

## Werk
Der talentierte und intuitive Künstler ergriff schon als Kind jede Gelegenheit, um zu zeichnen und bereitete zeit seines Lebens seine Gemälde durch sorgfältige Vorzeichnungen vor.  Er bildete sich hauptsächlich als Autodidakt, besuchte Ausstellungen und las Kunstbücher. Er studierte und kopierte, im Einklang mit der traditionellen akademischen Methode, die Techniken großer Meister von der Antike bis in die Gegenwart und eignete sich nicht nur künstlerische Fertigkeiten, sondern, wie Kollegen und Studenten hervorhoben, auch erstaunlich umfassende Kenntnisse zu dem Œuvre von Joan Miró und jenem von Pablo Picasso (und anderen Künstlern wie Fernand Léger) an. Entsprechend vielseitig sind die Inspirationsquellen, die sein Werk nährten.

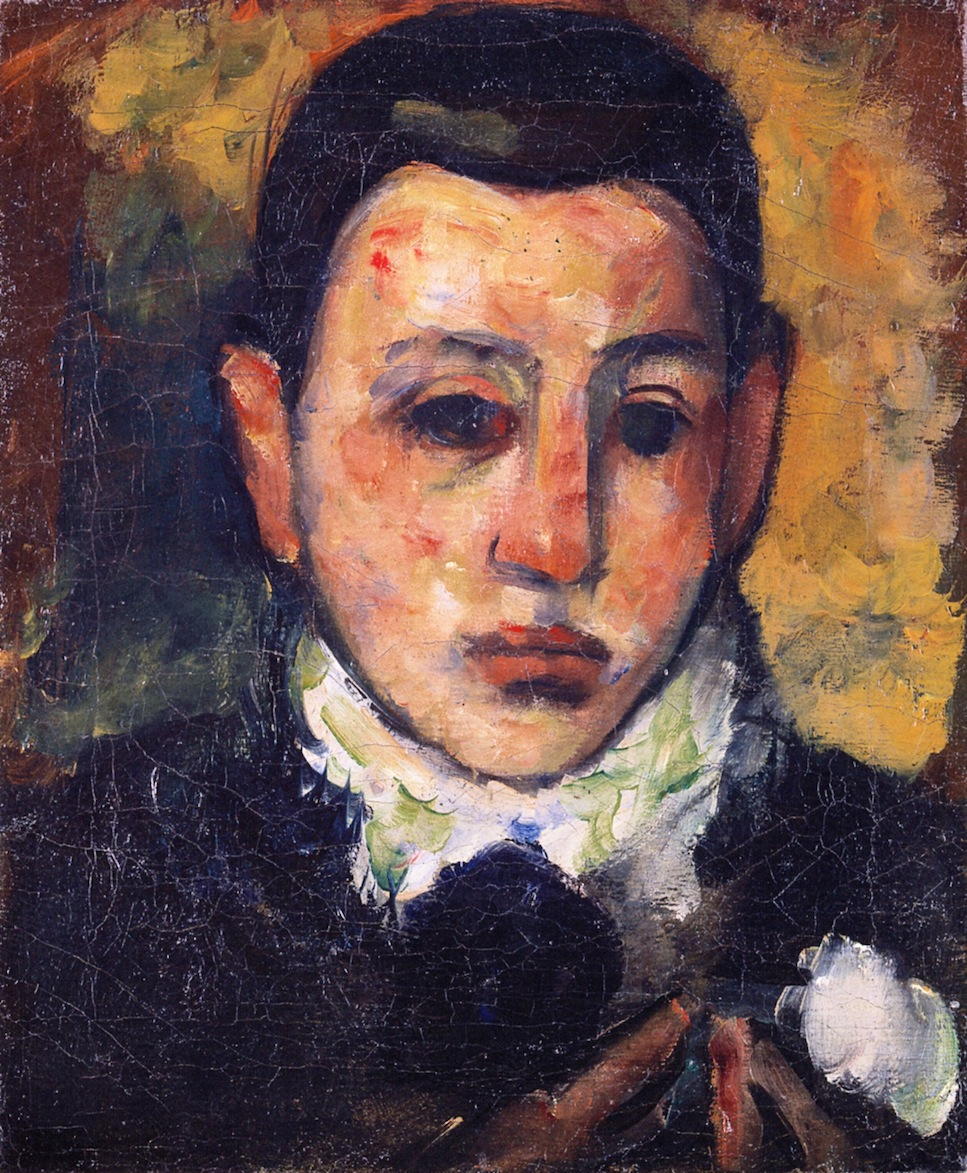
Selbstporträt mit neun Jahren (1928)

Das Frühwerk ist hauptsächlich geprägt durch Gorkys Auseinandersetzung mit den Werken Paul Cézannes (Self portrait at the age of nine) und Pablo Picassos. Der in bestimmten seiner Zeichnungen deutlich erkennbare Einfluss des synthetischen Kubismus geht unter anderem auch auf einen künstlerischen Austausch mit John D. Graham zurück, der in Paris gelebt und dort sowohl mit den Kubisten, als auch mit den Surrealisten Umgang gepflegt hatte. Diese Zeichnungen trugen Gorky den Beinamen Picasso des Washington Square ein. Andere Zeichnungen, wie das Porträt der Schwester des Künstlers, sind von Picassos ingresker Periode beeinflusst. Des Weiteren inspirierten ihn Picassos Atelierbilder aus den Jahren 1927/28, wobei allerdings Gorkys viel lockere, weichere und dynamischere Pinselführung im Gegensatz zu den strengen, harten Konturen des katalanischen Künstlers steht (The artist and his mother).
In den 1930er Jahren löste der Maler sich allmählich von diesen (und anderen) Vorbildern. Einerseits setzte er sich in seinem Werk fortan (und bis zu seinem Lebensende) mehr und mehr mit seiner armenischen Herkunft und Kindheit auseinander, andererseits begann er, sich der Freilichtmalerei zu widmen. Die Arbeit in der Natur begleitete eine grundlegende Veränderung der Arbeitsweise, des Stils und des Bildinhaltes. Merkmale dafür sind unter anderem eine scheinbar explosionsartig befreite, deutlich schnellere Gestik, ein flüssigerer Farbauftrag und leuchtendere Farbtöne sowie die bis zum Beginn der 1940er Jahre zunehmend in die Gemälde einfließenden subtilen, nicht selten zweideutigen Anspielungen auf organische oder anatomische Formen (Garden in Sochi).
Gorky wandte sich anschließend dem Surrealismus zu, wobei er sich besonders mit Joan Miró und Roberto Matta auseinandersetzte. Er übernahm Mirós kryptische Liniensprache, die ihm als optimale Symbiose von Menschen, Tieren und Pflanzen erschien. Von Matta übernahm er die automatische Schreibweise. Aus den Versatzstücken von Miró und Matta fand er zu einer persönlichen Bildsprache, die Traumbilder als amorphen Fluss protokolliert.
Während seiner Lehrtätigkeit an der New Yorker „Grand Central School of Art“ vermittelte er den amerikanischen Studenten die europäische Tradition und war ein Wegbereiter des abstrakten Expressionismus.
Am 1. März 1961 gingen bei dem Absturz des Fluges American-Airlines-Flug 1 in New York 15 abstrakte Gemälde und Zeichnungen des Künstlers verloren. Sie waren auf dem Weg zu einer Ausstellung in Los Angeles.

### Werkauswahl
- 1924: Park Street Church, frühestes bekanntes Gemälde Gorkys
- 1926/34: The artist and his mother, New York, Whitney Museum
- 1927: Landscape in the Manner of Cezanne
- 1927/28: Landscape, Staten Island
- 1928: Self portrait at the age of nine, Los Angeles, Privatsammlung
- 1929/36: Portrait of Master Bill, Öl auf Leinwand
- 1935/36: Aviation: evolution of forms under aerodynamic limitations, zehnteiliges Werk für eine Wanddekoration im Newark airport in New Jersey
- 1936/37: Painting
- 1941: Garden in Sochi, New York, Museum of Modern Art
- 1944: Ohne Titel, Peggy Guggenheim Collection, New York
- 1943/46: Apple Orchard (Apfelgarten), Privatsammlung
- 1945: Good Hope Road, Öl auf Leinwand, 64,7 × 82,8 cm, Thyssen-Bornemisza collection
- 1945: Landscape Table, Öl auf Leinwand, 92 × 121 cm, Paris, Musée National d’Art Moderne
- 1947: The Betrothal, Öl auf Leinwand, 127,95 × 100,96 cm, Yale University Art Gallery
- 1947: Agony of Van, Zeichnung
- 1947: Agony, New York, Museum of Modern Art

## Film
- Arshile Gorki (1982, Dokumentarfilm, Regie: Charlotte Zwerin), mit Agnes Fielding, Vartoosh Mooradin, Sidney Janis, Elaine und Willem de Kooning
- Ararat (2002, dramatischer Spielfilm, Regie: Atom Egoyan)